# Eloise van Oranje-Nassau van Amsberg
Eloise Sophie Beatrix Laurence gravin van Oranje-Nassau, jonkvrouw van Amsberg (Den Haag, 8 juni 2002) is het oudste kind uit het huwelijk van prins Constantijn der Nederlanden en Laurentien Brinkhorst. Eloise is vijfde in de lijn van de Nederlandse troonopvolging. In de Nederlandse media wordt ze veelal aangeduid als Eloise van Oranje. Vrienden spreken haar aan met Elo.

## Biografie
Eloise werd geboren in het Bronovo-ziekenhuis in Den Haag. Ze is het eerste kleinkind van prinses Beatrix en het enige kleinkind dat prins Claus bij leven heeft meegemaakt. Ondanks dat haar vader een prins is, werd zij bij geboorte geen prinses, maar gravin. Dit is bij het aangaan van het huwelijk van haar ouders besloten om het aantal Nederlandse prinsen en prinsessen beperkt te houden.
Op 15 december 2002 werd Eloise gedoopt door dominee Carel ter Linden in de kapel van Paleis Het Loo in Apeldoorn. Haar peetouders zijn kroonprins Haakon van Noorwegen, haar oom prins Friso van Oranje-Nassau van Amsberg, prinses Carolina de Bourbon de Parme en Sophie van de Wouw.
Ze was de eerste Oranje met een eigen openbaar profiel op sociale media. In 2021 bracht ze een eigen lifestylegids uit. Haar hoofdaccount op Instagram, dat ze in 2018 begon, had in juni 2023 meer dan 400.000 volgers. Op een ander account ging ze haar gedragen kleding verkopen. Op TikTok is zij actief onder de naam everyprofilenameistaken. In juni 2023 had zij daar meer dan 200.000 volgers. In de Nederlandse media leverde haar dat de bijnaam gravinfluencer op. Op 25 augustus 2021 opende ze de eendaagse expositie Layered in de Beurs van Berlage over stereotyperingen en de kracht van zelfexpressie. Eloise werkte hieraan mee door op audiovisuele wijze haar persoonlijke ervaringen op dit vlak te delen met de bezoekers. In november 2021 was ze te zien in de YouTube-serie Het Jachtseizoen van StukTV, waarin ze een ontsnapte gevangene speelde die vier uur lang uit handen van een team van StukTV diende te blijven.
In 2023 deed ze mee aan het televisieprogramma Het perfecte plaatje in Zuid-Afrika. Toen zij in de eerste aflevering in haar badpak verscheen zorgde dit voor commotie, voornamelijk doordat journalist Jeroen Snel tijdens een televisieoptreden uitsprak dat Eloise die verschijnt in een badpak op de grens ligt. Als reactie hierop verschenen diverse bekende Nederlanders, waaronder Chantal Janzen, Jan Versteegh en Gwen van Poorten, op sociale media in een badpak om met de hashtag "Mag dit wel Jeroen Snel?" hun steun uit te spreken. Ook verscheen Patty Brard in haar badpak tijdens de live-uitzending van Shownieuws om zich hier tegen uit te spreken.
Van Oranje plaatste in januari 2024 een TikTok-filter, waarmee geld kon worden ingezameld voor ideële organisaties die humanitaire hulp bieden in Gaza.
In november 2024 deed ze mee aan het Nederlandse tv-programma The Masked Singer als de wolf, waar ze in de eerste aflevering werd uitgeschakeld.
Eloise begon in 2020 aan een studie aan de Hotelschool The Hague in Amsterdam. In maart 2025 sloot ze die succesvol af.

## Namen
- Eloise verwijst naar voorouders van haar moeder Laurentien
- Sophie verwijst naar prinses Sophie van Oranje-Nassau
- Beatrix verwijst naar haar grootmoeder, prinses Beatrix
- Laurence verwijst naar haar moeder Laurentien en naar haar grootvader Laurens Jan Brinkhorst

## Publicatie
- Learning by doing. Van kleding, koken tot op kamers gaan; zó doet Elo het! Clf Media B.V. (2021). ISBN 978-9082859898.

## Kwartierstaat
| Wilhelm Carl Friedrich von Amsberg (1856-1929) | Wilhelm Carl Friedrich von Amsberg (1856-1929) | Wilhelm Carl Friedrich von Amsberg (1856-1929)    | Wilhelm Carl Friedrich von Amsberg (1856-1929)    | Wilhelm Carl Friedrich von Amsberg (1856-1929)    | Wilhelm Carl Friedrich von Amsberg (1856-1929)    |                                                   |                                                   | Georg von dem Bussche Haddenhausen (1869-1923) | Georg von dem Bussche Haddenhausen (1869-1923) | Georg von dem Bussche Haddenhausen (1869-1923)               | Georg von dem Bussche Haddenhausen (1869-1923)               | Georg von dem Bussche Haddenhausen (1869-1923)               | Georg von dem Bussche Haddenhausen (1869-1923)               |                                                              |                                                              | Bernhard zur Lippe (1872-1934) | Bernhard zur Lippe (1872-1934) | Bernhard zur Lippe (1872-1934)            | Bernhard zur Lippe (1872-1934)            | Bernhard zur Lippe (1872-1934)            | Bernhard zur Lippe (1872-1934)            |                                           |                                           | Heinrich zu Mecklenburg-Schwerin (1876-1934) | Heinrich zu Mecklenburg-Schwerin (1876-1934) | Heinrich zu Mecklenburg-Schwerin (1876-1934) | Heinrich zu Mecklenburg-Schwerin (1876-1934) | Heinrich zu Mecklenburg-Schwerin (1876-1934) | Heinrich zu Mecklenburg-Schwerin (1876-1934) |                                          |                                          | Jan Hendrik Brinkhorst (1866-1925)    | Jan Hendrik Brinkhorst (1866-1925)    | Jan Hendrik Brinkhorst (1866-1925)    | Jan Hendrik Brinkhorst (1866-1925)    | Jan Hendrik Brinkhorst (1866-1925)    | Jan Hendrik Brinkhorst (1866-1925)    |                                    |                                    | Laurens Antonie Frederik Hoolboom (1867-1945)      | Laurens Antonie Frederik Hoolboom (1867-1945)      | Laurens Antonie Frederik Hoolboom (1867-1945)      | Laurens Antonie Frederik Hoolboom (1867-1945)      | Laurens Antonie Frederik Hoolboom (1867-1945)      | Laurens Antonie Frederik Hoolboom (1867-1945)      |                                                   |                                                   | Anne Heringa (1874-1924)    | Anne Heringa (1874-1924)    | Anne Heringa (1874-1924)            | Anne Heringa (1874-1924)            | Anne Heringa (1874-1924)            | Anne Heringa (1874-1924)            |                                     |                                     | Peter Johannes Roskam (1869-1957)     | Peter Johannes Roskam (1869-1957)     | Peter Johannes Roskam (1869-1957)     | Peter Johannes Roskam (1869-1957)     | Peter Johannes Roskam (1869-1957)     | Peter Johannes Roskam (1869-1957)     |                              |                              |  |  |  |  |  |  |  |  |  |  |  |  |  |  |  |  |  |  |  |  |  |  |  |  |  |  |  |  |  |  |  |  |  |  |  |  |  |  |  |  |  |  |  |  |  |  |
| Wilhelm Carl Friedrich von Amsberg (1856-1929) | Wilhelm Carl Friedrich von Amsberg (1856-1929) | Wilhelm Carl Friedrich von Amsberg (1856-1929)    | Wilhelm Carl Friedrich von Amsberg (1856-1929)    | Wilhelm Carl Friedrich von Amsberg (1856-1929)    | Wilhelm Carl Friedrich von Amsberg (1856-1929)    |                                                   |                                                   | Georg von dem Bussche Haddenhausen (1869-1923) | Georg von dem Bussche Haddenhausen (1869-1923) | Georg von dem Bussche Haddenhausen (1869-1923)               | Georg von dem Bussche Haddenhausen (1869-1923)               | Georg von dem Bussche Haddenhausen (1869-1923)               | Georg von dem Bussche Haddenhausen (1869-1923)               |                                                              |                                                              | Bernhard zur Lippe (1872-1934) | Bernhard zur Lippe (1872-1934) | Bernhard zur Lippe (1872-1934)            | Bernhard zur Lippe (1872-1934)            | Bernhard zur Lippe (1872-1934)            | Bernhard zur Lippe (1872-1934)            |                                           |                                           | Heinrich zu Mecklenburg-Schwerin (1876-1934) | Heinrich zu Mecklenburg-Schwerin (1876-1934) | Heinrich zu Mecklenburg-Schwerin (1876-1934) | Heinrich zu Mecklenburg-Schwerin (1876-1934) | Heinrich zu Mecklenburg-Schwerin (1876-1934) | Heinrich zu Mecklenburg-Schwerin (1876-1934) |                                          |                                          | Jan Hendrik Brinkhorst (1866-1925)    | Jan Hendrik Brinkhorst (1866-1925)    | Jan Hendrik Brinkhorst (1866-1925)    | Jan Hendrik Brinkhorst (1866-1925)    | Jan Hendrik Brinkhorst (1866-1925)    | Jan Hendrik Brinkhorst (1866-1925)    |                                    |                                    | Laurens Antonie Frederik Hoolboom (1867-1945)      | Laurens Antonie Frederik Hoolboom (1867-1945)      | Laurens Antonie Frederik Hoolboom (1867-1945)      | Laurens Antonie Frederik Hoolboom (1867-1945)      | Laurens Antonie Frederik Hoolboom (1867-1945)      | Laurens Antonie Frederik Hoolboom (1867-1945)      |                                                   |                                                   | Anne Heringa (1874-1924)    | Anne Heringa (1874-1924)    | Anne Heringa (1874-1924)            | Anne Heringa (1874-1924)            | Anne Heringa (1874-1924)            | Anne Heringa (1874-1924)            |                                     |                                     | Peter Johannes Roskam (1869-1957)     | Peter Johannes Roskam (1869-1957)     | Peter Johannes Roskam (1869-1957)     | Peter Johannes Roskam (1869-1957)     | Peter Johannes Roskam (1869-1957)     | Peter Johannes Roskam (1869-1957)     |                              |                              |  |  |  |  |  |  |  |  |  |  |  |  |  |  |  |  |  |  |  |  |  |  |  |  |  |  |  |  |  |  |  |  |  |  |  |  |  |  |  |  |  |  |  |  |  |  |
|                                                |                                                | Elise Hedwig Alexandrine von Vieregge (1866-1951) | Elise Hedwig Alexandrine von Vieregge (1866-1951) | Elise Hedwig Alexandrine von Vieregge (1866-1951) | Elise Hedwig Alexandrine von Vieregge (1866-1951) | Elise Hedwig Alexandrine von Vieregge (1866-1951) | Elise Hedwig Alexandrine von Vieregge (1866-1951) |                                                |                                                | Gabriëlle Marie Amalie von dem Bussche Ippenburg (1877-1970) | Gabriëlle Marie Amalie von dem Bussche Ippenburg (1877-1970) | Gabriëlle Marie Amalie von dem Bussche Ippenburg (1877-1970) | Gabriëlle Marie Amalie von dem Bussche Ippenburg (1877-1970) | Gabriëlle Marie Amalie von dem Bussche Ippenburg (1877-1970) | Gabriëlle Marie Amalie von dem Bussche Ippenburg (1877-1970) |                                |                                | Armgard von Sierstorpff-Cramm (1883-1971) | Armgard von Sierstorpff-Cramm (1883-1971) | Armgard von Sierstorpff-Cramm (1883-1971) | Armgard von Sierstorpff-Cramm (1883-1971) | Armgard von Sierstorpff-Cramm (1883-1971) | Armgard von Sierstorpff-Cramm (1883-1971) |                                              |                                              | Wilhelmina van Oranje-Nassau (1880-1962)     | Wilhelmina van Oranje-Nassau (1880-1962)     | Wilhelmina van Oranje-Nassau (1880-1962)     | Wilhelmina van Oranje-Nassau (1880-1962)     | Wilhelmina van Oranje-Nassau (1880-1962) | Wilhelmina van Oranje-Nassau (1880-1962) |                                       |                                       | Maria Jacoba Steenbeek (1864-1925)    | Maria Jacoba Steenbeek (1864-1925)    | Maria Jacoba Steenbeek (1864-1925)    | Maria Jacoba Steenbeek (1864-1925)    | Maria Jacoba Steenbeek (1864-1925) | Maria Jacoba Steenbeek (1864-1925) |                                                    |                                                    | Gertrude Clémence Emilie Eugénie Hofman 1875-1968  | Gertrude Clémence Emilie Eugénie Hofman 1875-1968  | Gertrude Clémence Emilie Eugénie Hofman 1875-1968  | Gertrude Clémence Emilie Eugénie Hofman 1875-1968  | Gertrude Clémence Emilie Eugénie Hofman 1875-1968 | Gertrude Clémence Emilie Eugénie Hofman 1875-1968 |                             |                             | Rensje Hermina Posthuma (1876-1971) | Rensje Hermina Posthuma (1876-1971) | Rensje Hermina Posthuma (1876-1971) | Rensje Hermina Posthuma (1876-1971) | Rensje Hermina Posthuma (1876-1971) | Rensje Hermina Posthuma (1876-1971) |                                       |                                       | Catharina Troste (1878-1962)          | Catharina Troste (1878-1962)          | Catharina Troste (1878-1962)          | Catharina Troste (1878-1962)          | Catharina Troste (1878-1962) | Catharina Troste (1878-1962) |  |  |  |  |  |  |  |  |  |  |  |  |  |  |  |  |  |  |  |  |  |  |  |  |  |  |  |  |  |  |  |  |  |  |  |  |  |  |  |  |  |  |  |  |  |  |
|                                                |                                                | Elise Hedwig Alexandrine von Vieregge (1866-1951) | Elise Hedwig Alexandrine von Vieregge (1866-1951) | Elise Hedwig Alexandrine von Vieregge (1866-1951) | Elise Hedwig Alexandrine von Vieregge (1866-1951) | Elise Hedwig Alexandrine von Vieregge (1866-1951) | Elise Hedwig Alexandrine von Vieregge (1866-1951) |                                                |                                                | Gabriëlle Marie Amalie von dem Bussche Ippenburg (1877-1970) | Gabriëlle Marie Amalie von dem Bussche Ippenburg (1877-1970) | Gabriëlle Marie Amalie von dem Bussche Ippenburg (1877-1970) | Gabriëlle Marie Amalie von dem Bussche Ippenburg (1877-1970) | Gabriëlle Marie Amalie von dem Bussche Ippenburg (1877-1970) | Gabriëlle Marie Amalie von dem Bussche Ippenburg (1877-1970) |                                |                                | Armgard von Sierstorpff-Cramm (1883-1971) | Armgard von Sierstorpff-Cramm (1883-1971) | Armgard von Sierstorpff-Cramm (1883-1971) | Armgard von Sierstorpff-Cramm (1883-1971) | Armgard von Sierstorpff-Cramm (1883-1971) | Armgard von Sierstorpff-Cramm (1883-1971) |                                              |                                              | Wilhelmina van Oranje-Nassau (1880-1962)     | Wilhelmina van Oranje-Nassau (1880-1962)     | Wilhelmina van Oranje-Nassau (1880-1962)     | Wilhelmina van Oranje-Nassau (1880-1962)     | Wilhelmina van Oranje-Nassau (1880-1962) | Wilhelmina van Oranje-Nassau (1880-1962) |                                       |                                       | Maria Jacoba Steenbeek (1864-1925)    | Maria Jacoba Steenbeek (1864-1925)    | Maria Jacoba Steenbeek (1864-1925)    | Maria Jacoba Steenbeek (1864-1925)    | Maria Jacoba Steenbeek (1864-1925) | Maria Jacoba Steenbeek (1864-1925) |                                                    |                                                    | Gertrude Clémence Emilie Eugénie Hofman 1875-1968  | Gertrude Clémence Emilie Eugénie Hofman 1875-1968  | Gertrude Clémence Emilie Eugénie Hofman 1875-1968  | Gertrude Clémence Emilie Eugénie Hofman 1875-1968  | Gertrude Clémence Emilie Eugénie Hofman 1875-1968 | Gertrude Clémence Emilie Eugénie Hofman 1875-1968 |                             |                             | Rensje Hermina Posthuma (1876-1971) | Rensje Hermina Posthuma (1876-1971) | Rensje Hermina Posthuma (1876-1971) | Rensje Hermina Posthuma (1876-1971) | Rensje Hermina Posthuma (1876-1971) | Rensje Hermina Posthuma (1876-1971) |                                       |                                       | Catharina Troste (1878-1962)          | Catharina Troste (1878-1962)          | Catharina Troste (1878-1962)          | Catharina Troste (1878-1962)          | Catharina Troste (1878-1962) | Catharina Troste (1878-1962) |  |  |  |  |  |  |  |  |  |  |  |  |  |  |  |  |  |  |  |  |  |  |  |  |  |  |  |  |  |  |  |  |  |  |  |  |  |  |  |  |  |  |  |  |  |  |
| Claus Felix von Amsberg (1890-1953)            | Claus Felix von Amsberg (1890-1953)            | Claus Felix von Amsberg (1890-1953)               | Claus Felix von Amsberg (1890-1953)               | Claus Felix von Amsberg (1890-1953)               | Claus Felix von Amsberg (1890-1953)               |                                                   |                                                   | Gosta von dem Bussche-Haddenhausen (1902-1996) | Gosta von dem Bussche-Haddenhausen (1902-1996) | Gosta von dem Bussche-Haddenhausen (1902-1996)               | Gosta von dem Bussche-Haddenhausen (1902-1996)               | Gosta von dem Bussche-Haddenhausen (1902-1996)               | Gosta von dem Bussche-Haddenhausen (1902-1996)               |                                                              |                                                              | Bernhard (1911-2004)           | Bernhard (1911-2004)           | Bernhard (1911-2004)                      | Bernhard (1911-2004)                      | Bernhard (1911-2004)                      | Bernhard (1911-2004)                      |                                           |                                           | Juliana (1909-2004)                          | Juliana (1909-2004)                          | Juliana (1909-2004)                          | Juliana (1909-2004)                          | Juliana (1909-2004)                          | Juliana (1909-2004)                          |                                          |                                          | Marius Jacobus Brinkhorst (1902-1943) | Marius Jacobus Brinkhorst (1902-1943) | Marius Jacobus Brinkhorst (1902-1943) | Marius Jacobus Brinkhorst (1902-1943) | Marius Jacobus Brinkhorst (1902-1943) | Marius Jacobus Brinkhorst (1902-1943) |                                    |                                    | Françoise Laurence Wilhelmina Hoolboom (1901-1981) | Françoise Laurence Wilhelmina Hoolboom (1901-1981) | Françoise Laurence Wilhelmina Hoolboom (1901-1981) | Françoise Laurence Wilhelmina Hoolboom (1901-1981) | Françoise Laurence Wilhelmina Hoolboom (1901-1981) | Françoise Laurence Wilhelmina Hoolboom (1901-1981) |                                                   |                                                   | Ewardus Heringa (1904-1988) | Ewardus Heringa (1904-1988) | Ewardus Heringa (1904-1988)         | Ewardus Heringa (1904-1988)         | Ewardus Heringa (1904-1988)         | Ewardus Heringa (1904-1988)         |                                     |                                     | Petronella Johanna Roskam (1905-1991) | Petronella Johanna Roskam (1905-1991) | Petronella Johanna Roskam (1905-1991) | Petronella Johanna Roskam (1905-1991) | Petronella Johanna Roskam (1905-1991) | Petronella Johanna Roskam (1905-1991) |                              |                              |  |  |  |  |  |  |  |  |  |  |  |  |  |  |  |  |  |  |  |  |  |  |  |  |  |  |  |  |  |  |  |  |  |  |  |  |  |  |  |  |  |  |  |  |  |  |
| Claus Felix von Amsberg (1890-1953)            | Claus Felix von Amsberg (1890-1953)            | Claus Felix von Amsberg (1890-1953)               | Claus Felix von Amsberg (1890-1953)               | Claus Felix von Amsberg (1890-1953)               | Claus Felix von Amsberg (1890-1953)               |                                                   |                                                   | Gosta von dem Bussche-Haddenhausen (1902-1996) | Gosta von dem Bussche-Haddenhausen (1902-1996) | Gosta von dem Bussche-Haddenhausen (1902-1996)               | Gosta von dem Bussche-Haddenhausen (1902-1996)               | Gosta von dem Bussche-Haddenhausen (1902-1996)               | Gosta von dem Bussche-Haddenhausen (1902-1996)               |                                                              |                                                              | Bernhard (1911-2004)           | Bernhard (1911-2004)           | Bernhard (1911-2004)                      | Bernhard (1911-2004)                      | Bernhard (1911-2004)                      | Bernhard (1911-2004)                      |                                           |                                           | Juliana (1909-2004)                          | Juliana (1909-2004)                          | Juliana (1909-2004)                          | Juliana (1909-2004)                          | Juliana (1909-2004)                          | Juliana (1909-2004)                          |                                          |                                          | Marius Jacobus Brinkhorst (1902-1943) | Marius Jacobus Brinkhorst (1902-1943) | Marius Jacobus Brinkhorst (1902-1943) | Marius Jacobus Brinkhorst (1902-1943) | Marius Jacobus Brinkhorst (1902-1943) | Marius Jacobus Brinkhorst (1902-1943) |                                    |                                    | Françoise Laurence Wilhelmina Hoolboom (1901-1981) | Françoise Laurence Wilhelmina Hoolboom (1901-1981) | Françoise Laurence Wilhelmina Hoolboom (1901-1981) | Françoise Laurence Wilhelmina Hoolboom (1901-1981) | Françoise Laurence Wilhelmina Hoolboom (1901-1981) | Françoise Laurence Wilhelmina Hoolboom (1901-1981) |                                                   |                                                   | Ewardus Heringa (1904-1988) | Ewardus Heringa (1904-1988) | Ewardus Heringa (1904-1988)         | Ewardus Heringa (1904-1988)         | Ewardus Heringa (1904-1988)         | Ewardus Heringa (1904-1988)         |                                     |                                     | Petronella Johanna Roskam (1905-1991) | Petronella Johanna Roskam (1905-1991) | Petronella Johanna Roskam (1905-1991) | Petronella Johanna Roskam (1905-1991) | Petronella Johanna Roskam (1905-1991) | Petronella Johanna Roskam (1905-1991) |                              |                              |  |  |  |  |  |  |  |  |  |  |  |  |  |  |  |  |  |  |  |  |  |  |  |  |  |  |  |  |  |  |  |  |  |  |  |  |  |  |  |  |  |  |  |  |  |  |
|                                                |                                                |                                                   |                                                   |                                                   |                                                   |                                                   |                                                   |                                                |                                                |                                                              |                                                              |                                                              |                                                              |                                                              |                                                              |                                |                                |                                           |                                           |                                           |                                           |                                           |                                           |                                              |                                              |                                              |                                              |                                              |                                              |                                          |                                          |                                       |                                       |                                       |                                       |                                       |                                       |                                    |                                    |                                                    |                                                    |                                                    |                                                    |                                                    |                                                    |                                                   |                                                   |                             |                             |                                     |                                     |                                     |                                     |                                     |                                     |                                       |                                       |                                       |                                       |                                       |                                       |                              |                              |  |  |  |  |  |  |  |  |  |  |  |  |  |  |  |  |  |  |  |  |  |  |  |  |  |  |  |  |  |  |  |  |  |  |  |  |  |  |  |  |  |  |  |  |  |  |
|                                                |                                                |                                                   |                                                   |                                                   |                                                   | Claus van Amsberg (1926-2002)                     | Claus van Amsberg (1926-2002)                     | Claus van Amsberg (1926-2002)                  | Claus van Amsberg (1926-2002)                  | Claus van Amsberg (1926-2002)                                | Claus van Amsberg (1926-2002)                                |                                                              |                                                              |                                                              |                                                              |                                |                                | Beatrix (1938)                            | Beatrix (1938)                            | Beatrix (1938)                            | Beatrix (1938)                            | Beatrix (1938)                            | Beatrix (1938)                            |                                              |                                              |                                              |                                              |                                              |                                              |                                          |                                          |                                       |                                       |                                       |                                       |                                       |                                       | Laurens Jan Brinkhorst (1937)      | Laurens Jan Brinkhorst (1937)      | Laurens Jan Brinkhorst (1937)                      | Laurens Jan Brinkhorst (1937)                      | Laurens Jan Brinkhorst (1937)                      | Laurens Jan Brinkhorst (1937)                      |                                                    |                                                    |                                                   |                                                   |                             |                             | Jantien Heringa                     | Jantien Heringa                     | Jantien Heringa                     | Jantien Heringa                     | Jantien Heringa                     | Jantien Heringa                     |                                       |                                       |                                       |                                       |                                       |                                       |                              |                              |  |  |  |  |  |  |  |  |  |  |  |  |  |  |  |  |  |  |  |  |  |  |  |  |  |  |  |  |  |  |  |  |  |  |  |  |  |  |  |  |  |  |  |  |  |  |
|                                                |                                                |                                                   |                                                   |                                                   |                                                   | Claus van Amsberg (1926-2002)                     | Claus van Amsberg (1926-2002)                     | Claus van Amsberg (1926-2002)                  | Claus van Amsberg (1926-2002)                  | Claus van Amsberg (1926-2002)                                | Claus van Amsberg (1926-2002)                                |                                                              |                                                              |                                                              |                                                              |                                |                                | Beatrix (1938)                            | Beatrix (1938)                            | Beatrix (1938)                            | Beatrix (1938)                            | Beatrix (1938)                            | Beatrix (1938)                            |                                              |                                              |                                              |                                              |                                              |                                              |                                          |                                          |                                       |                                       |                                       |                                       |                                       |                                       | Laurens Jan Brinkhorst (1937)      | Laurens Jan Brinkhorst (1937)      | Laurens Jan Brinkhorst (1937)                      | Laurens Jan Brinkhorst (1937)                      | Laurens Jan Brinkhorst (1937)                      | Laurens Jan Brinkhorst (1937)                      |                                                    |                                                    |                                                   |                                                   |                             |                             | Jantien Heringa                     | Jantien Heringa                     | Jantien Heringa                     | Jantien Heringa                     | Jantien Heringa                     | Jantien Heringa                     |                                       |                                       |                                       |                                       |                                       |                                       |                              |                              |  |  |  |  |  |  |  |  |  |  |  |  |  |  |  |  |  |  |  |  |  |  |  |  |  |  |  |  |  |  |  |  |  |  |  |  |  |  |  |  |  |  |  |  |  |  |
|                                                |                                                |                                                   |                                                   |                                                   |                                                   |                                                   |                                                   |                                                |                                                |                                                              |                                                              |                                                              |                                                              |                                                              |                                                              |                                |                                |                                           |                                           |                                           |                                           |                                           |                                           |                                              |                                              |                                              |                                              |                                              |                                              |                                          |                                          |                                       |                                       |                                       |                                       |                                       |                                       |                                    |                                    |                                                    |                                                    |                                                    |                                                    |                                                    |                                                    |                                                   |                                                   |                             |                             |                                     |                                     |                                     |                                     |                                     |                                     |                                       |                                       |                                       |                                       |                                       |                                       |                              |                              |  |  |  |  |  |  |  |  |  |  |  |  |  |  |  |  |  |  |  |  |  |  |  |  |  |  |  |  |  |  |  |  |  |  |  |  |  |  |  |  |  |  |  |  |  |  |
|                                                |                                                |                                                   |                                                   |                                                   |                                                   |                                                   |                                                   |                                                |                                                |                                                              |                                                              |                                                              |                                                              |                                                              |                                                              | Constantijn (1969)             | Constantijn (1969)             | Constantijn (1969)                        | Constantijn (1969)                        | Constantijn (1969)                        | Constantijn (1969)                        |                                           |                                           |                                              |                                              |                                              |                                              |                                              |                                              |                                          |                                          |                                       |                                       |                                       |                                       |                                       |                                       |                                    |                                    | Laurentien Brinkhorst (1966)                       | Laurentien Brinkhorst (1966)                       | Laurentien Brinkhorst (1966)                       | Laurentien Brinkhorst (1966)                       | Laurentien Brinkhorst (1966)                       | Laurentien Brinkhorst (1966)                       |                                                   |                                                   |                             |                             |                                     |                                     |                                     |                                     |                                     |                                     |                                       |                                       |                                       |                                       |                                       |                                       |                              |                              |  |  |  |  |  |  |  |  |  |  |  |  |  |  |  |  |  |  |  |  |  |  |  |  |  |  |  |  |  |  |  |  |  |  |  |  |  |  |  |  |  |  |  |  |  |  |
|                                                |                                                |                                                   |                                                   |                                                   |                                                   |                                                   |                                                   |                                                |                                                |                                                              |                                                              |                                                              |                                                              |                                                              |                                                              | Constantijn (1969)             | Constantijn (1969)             | Constantijn (1969)                        | Constantijn (1969)                        | Constantijn (1969)                        | Constantijn (1969)                        |                                           |                                           |                                              |                                              |                                              |                                              |                                              |                                              |                                          |                                          |                                       |                                       |                                       |                                       |                                       |                                       |                                    |                                    | Laurentien Brinkhorst (1966)                       | Laurentien Brinkhorst (1966)                       | Laurentien Brinkhorst (1966)                       | Laurentien Brinkhorst (1966)                       | Laurentien Brinkhorst (1966)                       | Laurentien Brinkhorst (1966)                       |                                                   |                                                   |                             |                             |                                     |                                     |                                     |                                     |                                     |                                     |                                       |                                       |                                       |                                       |                                       |                                       |                              |                              |  |  |  |  |  |  |  |  |  |  |  |  |  |  |  |  |  |  |  |  |  |  |  |  |  |  |  |  |  |  |  |  |  |  |  |  |  |  |  |  |  |  |  |  |  |  |
|                                                |                                                |                                                   |                                                   |                                                   |                                                   |                                                   |                                                   |                                                |                                                |                                                              |                                                              |                                                              |                                                              |                                                              |                                                              |                                |                                |                                           |                                           |                                           |                                           |                                           |                                           |                                              |                                              |                                              |                                              |                                              |                                              |                                          |                                          |                                       |                                       |                                       |                                       |                                       |                                       |                                    |                                    |                                                    |                                                    |                                                    |                                                    |                                                    |                                                    |                                                   |                                                   |                             |                             |                                     |                                     |                                     |                                     |                                     |                                     |                                       |                                       |                                       |                                       |                                       |                                       |                              |                              |  |  |  |  |  |  |  |  |  |  |  |  |  |  |  |  |  |  |  |  |  |  |  |  |  |  |  |  |  |  |  |  |  |  |  |  |  |  |  |  |  |  |  |  |  |  |
|                                                |                                                |                                                   |                                                   |                                                   |                                                   |                                                   |                                                   |                                                |                                                |                                                              |                                                              |                                                              |                                                              |                                                              |                                                              |                                |                                |                                           |                                           |                                           |                                           |                                           |                                           |                                              |                                              |                                              |                                              |                                              |                                              |                                          |                                          |                                       |                                       |                                       |                                       |                                       |                                       |                                    |                                    |                                                    |                                                    |                                                    |                                                    |                                                    |                                                    |                                                   |                                                   |                             |                             |                                     |                                     |                                     |                                     |                                     |                                     |                                       |                                       |                                       |                                       |                                       |                                       |                              |                              |  |  |  |  |  |  |  |  |  |  |  |  |  |  |  |  |  |  |  |  |  |  |  |  |  |  |  |  |  |  |  |  |  |  |  |  |  |  |  |  |  |  |  |  |  |  |
|                                                |                                                |                                                   |                                                   |                                                   |                                                   |                                                   |                                                   |                                                |                                                |                                                              |                                                              |                                                              |                                                              |                                                              |                                                              |                                |                                | Eloise (2002)                             | Eloise (2002)                             | Eloise (2002)                             | Eloise (2002)                             | Eloise (2002)                             | Eloise (2002)                             |                                              |                                              |                                              |                                              | Claus-Casimir (2004)                         | Claus-Casimir (2004)                         | Claus-Casimir (2004)                     | Claus-Casimir (2004)                     | Claus-Casimir (2004)                  | Claus-Casimir (2004)                  |                                       |                                       |                                       |                                       | Leonore (2006)                     | Leonore (2006)                     | Leonore (2006)                                     | Leonore (2006)                                     | Leonore (2006)                                     | Leonore (2006)                                     |                                                    |                                                    |                                                   |                                                   |                             |                             |                                     |                                     |                                     |                                     |                                     |                                     |                                       |                                       |                                       |                                       |                                       |                                       |                              |                              |  |  |  |  |  |  |  |  |  |  |  |  |  |  |  |  |  |  |  |  |  |  |  |  |  |  |  |  |  |  |  |  |  |  |  |  |  |  |  |  |  |  |  |  |  |  |